# 大肚溪北號誌站
大肚溪北號誌站位於台灣臺中市大肚區，曾為臺灣鐵路管理局縱貫線、臺中線、海岸線（現已廢止）的鐵路號誌站。也是曾以南王田驛（南王田車站）為名的鐵路車站。

## 車站構造
- 已消失。
- 早期海線與山線鐵路由本站分歧。

## 利用狀況
- 已廢止。
- 山海線南邊轉運車站（南王田）。
- 供山線列車利用流量較小的海線路軌（大肚溪）。
- 為免山線大肚溪橋被大水沖毀而改建，同時將山線列車切換至海線大肚溪橋（大肚溪北）。

## 車站週邊
- 中山高速公路王田交流道

## 歷史
- 1929年7月10日：設立「南王田驛」。
- 1935年10月1日：廢站。
- 1946年8月12日：設立大肚溪號誌場。[1]
- 1949年6月6日：廢站。
- 1963年7月12日：設立大肚溪北號誌站。[1]
- 1987年4月20日：大肚溪新橋建成後廢站。[1][2]

## 鄰近車站
臺灣鐵路管理局
海岸線（海線）
追分－（大肚溪北號誌）－（大肚溪南號誌）
臺中線（山線）
成功－（大肚溪北號誌）－（大肚溪南號誌）